# Noiraigue

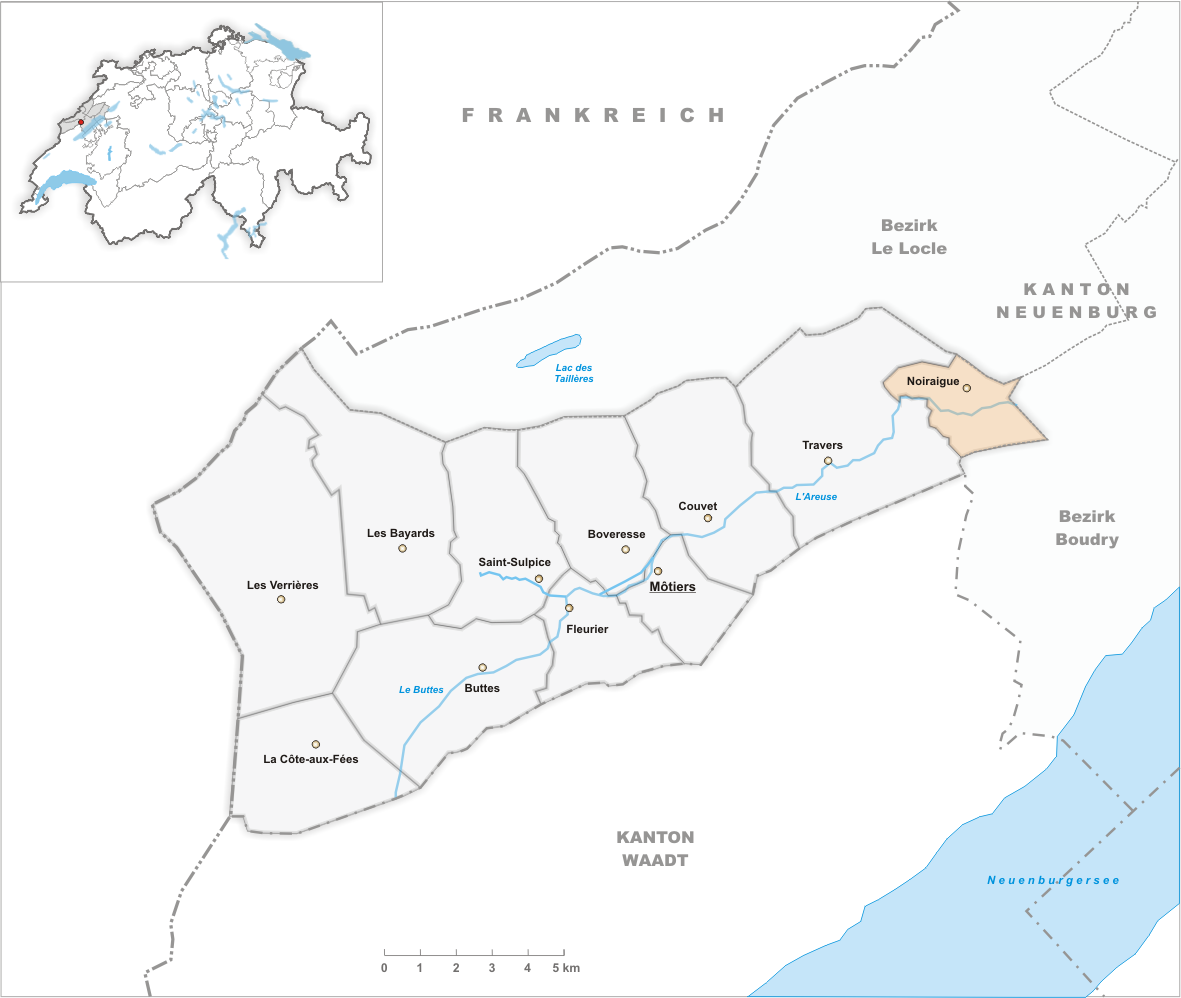
Gemeindestand vor der Fusion am 1. Januar 2009

Noiraigue war bis zum 31. Dezember 2008 eine politische Gemeinde im Bezirk Val-de-Travers des Kantons Neuenburg in der Schweiz.
Seit dem 1. Januar 2009 gehört Noiraigue zusammen mit Boveresse, Buttes, Couvet, Fleurier, Les Bayards, Môtiers, Saint-Sulpice und Travers zur neuen Gemeinde Val-de-Travers.

## Geographie
Noiraigue liegt auf 729 m ü. M., 16 Kilometer westsüdwestlich der Kantonshauptstadt Neuenburg (Luftlinie). Das Haufendorf erstreckt sich an der Karstquelle der Noiraigue in einem Talkessel der Areuse vor dem Eintritt in die Talenge von Clusette, im östlichen Val de Travers, umgeben von den Höhen des Neuenburger Juras.
Die Fläche des 6,4 km² grossen ehemaligen Gemeindegebiets umfasst den östlichsten Teil des Val de Travers. Die Areuse bildet hier einen Talkessel zwischen den steilen Hängen der Côte de Rosières im Norden und der Côte de Rortier im Süden und weist einen flachen Talgrund von rund 600 m Breite auf. Die Nordgrenze verlief über die Höhe der Combe Varin (1075 m ü. M.) und Clusette (1119 m ü. M.) und reichte bis an den Südrand des Hochtals Vallée des Ponts. Die südliche Grenze lag auf dem Dos d'Ane, der nördlichen Krete des Felskessels Creux du Van. Am Nordhang des Soliat wurde mit 1360 m ü. M. der höchste Punkt von Noiraigue erreicht. Von der Gemeindefläche entfielen 1997 7 % auf Siedlungen, 70 % auf Wald und Gehölze, 21 % auf Landwirtschaft und rund 2 % war unproduktives Land.
Zu Noiraigue gehörten einige Einzelhöfe im Tal und auf den Höhen des Juras. Nachbargemeinden von Noiraigue waren Travers, Brot-Plamboz, Brot-Dessous, Boudry und Gorgier.

## Geschichte

Historisches Luftbild von Werner Friedli von 1964

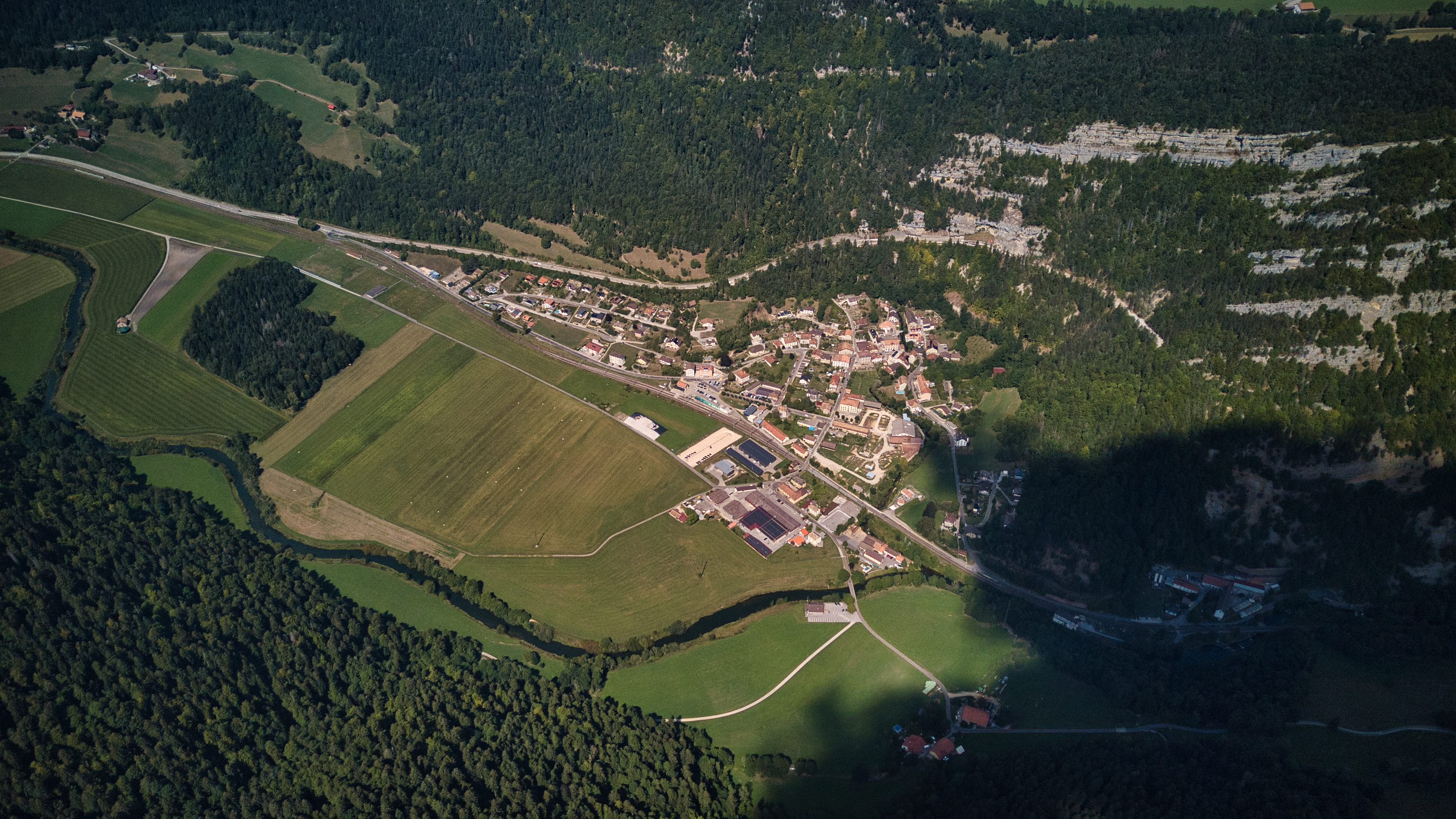
Luftbild von 2022

Die erste schriftliche Erwähnung des Ortes datiert auf das Jahr 998 unter dem Namen Nigra aqua. Dieses lateinische Wort mit der Bedeutung schwarzes Wasser bezeichnet das durch die moorigen Böden im Vallée des Ponts, dem Einzugsgebiet der Karstquelle, oft dunkel getrübte Wasser der Noiraigue. Die Gegend um Noiraigue war aber schon im Neolithikum begangen, was durch den Fund eines Beils aus dieser Zeit bezeugt wird.
Noiraigue gehörte bis zum 14. Jahrhundert zum Priorat Saint-Pierre in Môtiers, danach unterstand es bis 1848 der Kastlanei Val-de-Travers. Während dieser Zeit hatte die Grafschaft Neuenburg die Oberhoheit über das Gebiet inne. Seit 1648 war Neuenburg Fürstentum und ab 1707 durch Personalunion mit dem Königreich Preussen verbunden. 1806 wurde das Gebiet an Napoleon I. abgetreten und kam 1815 im Zuge des Wiener Kongresses an die Schweizerische Eidgenossenschaft, wobei die Könige von Preussen bis zum Neuenburgerhandel 1857 auch Fürsten von Neuenburg blieben. 1719 wurden zahlreiche Häuser Opfer eines Dorfbrandes.

## Bevölkerung
Mit 506 Einwohnern (Ende 2007) gehörte Noiraigue zu den kleinen Gemeinden des Kantons Neuenburg. Von den Bewohnern sind 88,4 % französischsprachig, 4,1 % deutschsprachig und 3,2 % sprechen Albanisch (Stand 2000). Die Bevölkerungszahl von Noiraigue stieg von 1850 (241 Einwohner) bis 1900 (954 Einwohner) stark an, seither hat sie sich aber durch Abwanderung wieder halbiert.

## Wirtschaft
Noiraigue war bis Mitte des 19. Jahrhunderts ein durch die Landwirtschaft geprägtes Dorf. Entlang der Areuse befanden sich bereits im 16. Jahrhundert einige Hochöfen, Mühlen, eine Sägerei und Schmieden. Danach setzte eine rasche Industrialisierung ein, wobei die Haupterwerbszweige zunächst in der Spitzenklöppelei und der Uhrenindustrie lagen, später kamen eine Kalk- und Zementfabrik sowie eine Fabrik, in der Skis hergestellt wurden, hinzu. Heute gibt es einige Unternehmen im Baugewerbe. Die Landwirtschaft konzentriert sich auf die Viehzucht und Milchwirtschaft.

## Kraftwerke
1898 wurde das Wasserkraftwerk Plan-de-l'Eau in Betrieb genommen. Hierzu wurde etwa 1,5 km flussabwärts die Areuse durch ein Stauwehr aufgestaut. Ab Staubecken bis zum Kraftwerk entstand eine nutzbare Fallhöhe von 33 m. 1927 wurde das Kraftwerk renoviert. Es kamen drei neue Turbinen zum Einsatz. Diese erzeugten 7,4 GWh elektrische Energie jährlich.
1956 konnte ein weiteres Wasserkraftwerk, das als Furcil benannt wurde in Betrieb genommen werden. Dies erforderte wieder den Bau eines Stauwehrs. Dieses wurde etwa 1 km ab demjenigen von Plan-de-l'Eau zurückversetzt. Es konnte eine nutzbare Fallhöhe von etwa 6 m gewonnen werden. Das Kraftwerk erzeugte 3 GWh elektrische Energie jährlich. Im 2020 wurde der Betrieb eingestellt. Die Maschinen hätten das Ende ihrer Lebenszeit erreicht.
Die Société électrique de Val-de-Travers (SEVT) als Besitzerin der beiden Anlagen, befasste sich 2014 mit Vorabklärungen einer Modernisierung. Das Kraftwerksgebäude Plan-de-l'Eau sollte saniert, die Turbinen und Generatoren erneuert werden. Dadurch könnte eine Leistungssteigerung von 20 % realisiert werden.

## Verkehr
Die ehemalige Gemeinde ist verkehrsmässig gut erschlossen. Sie liegt unterhalb der Hauptstrasse von Neuenburg über den Grenzübergang Les Verrières nach Pontarlier in Frankreich. Diese umfährt die Engstelle der Clusette in einem rund 1 km langen Tunnel. Am 25. Juli 1860 wurde die Eisenbahnlinie von Auvernier nach Les Verrières mit einem Bahnhof in Noiraigue eröffnet (Bahnstrecke Neuchâtel–Pontarlier).

## Sehenswürdigkeiten
Der heutige Bau der Kirche stammt aus dem Jahr 1894, vorher gab es an dieser Stelle eine Kapelle. Noiraigue gehörte bis 1879 zur Pfarrei Travers, seither bildet es eine eigene Kirchgemeinde. Die katholische Kapelle wurde 1889 erbaut.

## Bilder

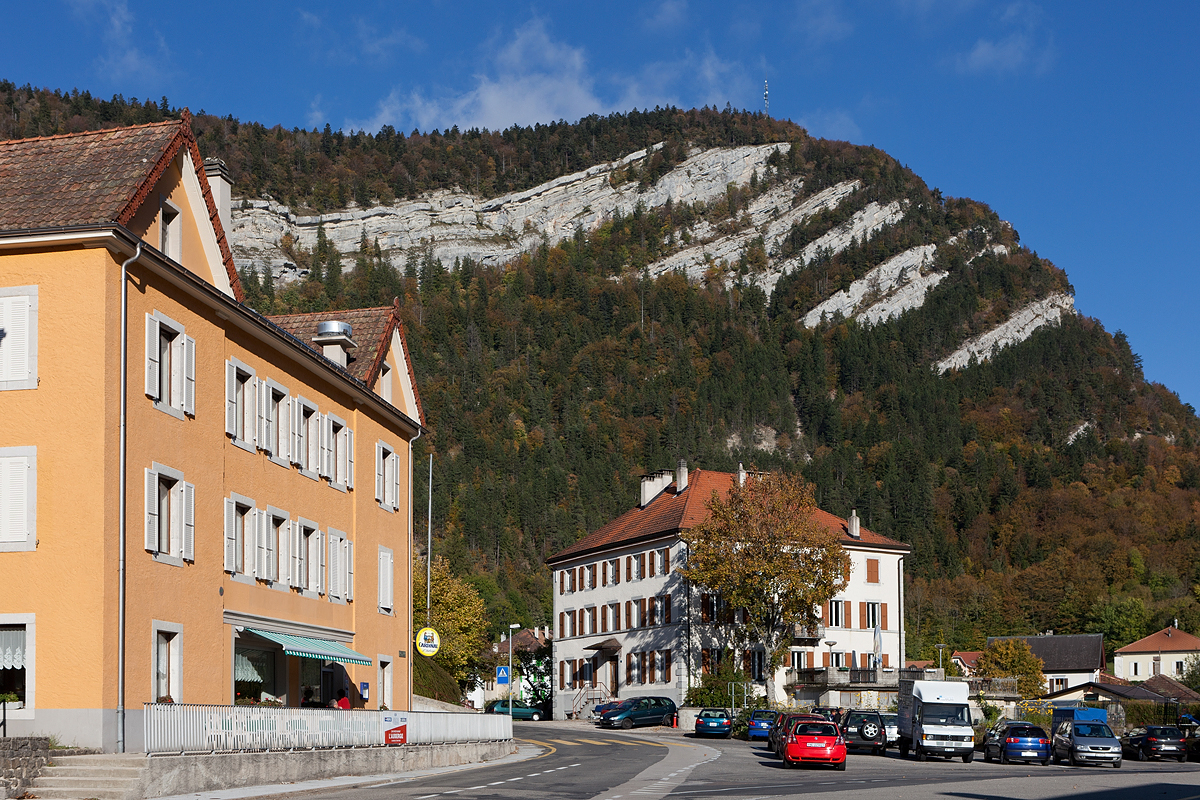
Place de la Gare
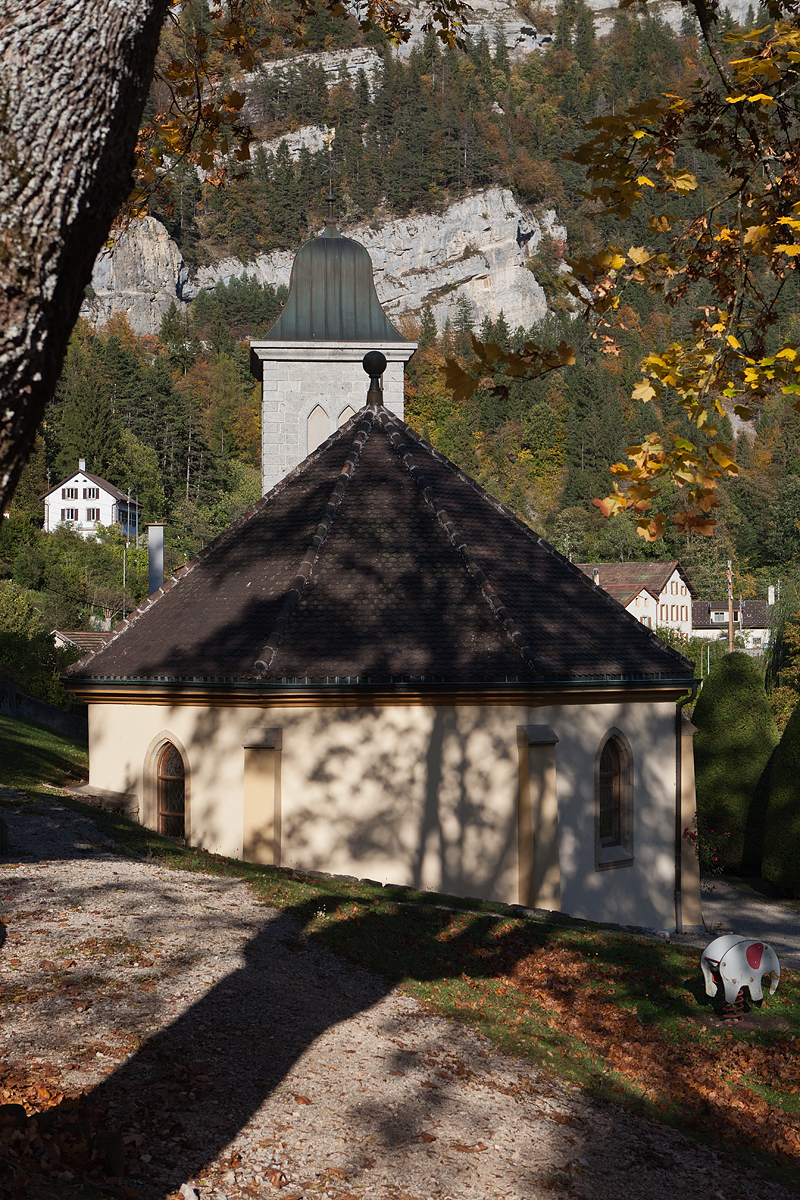
Kirche (Temple)

## Persönlichkeiten
- Auguste Leuba (1878–1960), Chemiker und Neuenburger Gross- sowie Nationalrat